# Buguias
Buguias é um município de  terceira classe de renda municipal (d) na província Benguet, nas Filipinas. De acordo com o censo de 1 de maio  de  2020 possui uma população de 44 877 pessoas e 11 937 domicílios.